# Allium czelghauricum
Allium czelghauricum — вид трав'янистих рослин родини амарилісові (Amaryllidaceae), ендемік північно-східної Туреччини.

## Опис
Цибулина довгаста; зовнішні оболонки чорнуваті, перетинчасті. Стебло 8–19 см. Листки лінійні, ≈ 2 мм завширшки, жолобчасті, коротші або рідше довші від стебла. Зонтик 12–30-квітковий. Сегменти оцвітини рожеві або рожево-бузкові, довгасті, 6–8.5 мм, тупі але з коротким загостренням або зубчасті на краю зверху.

## Поширення
Ендемік північно-східної Туреччини.
Населяє гірські степи, між 2000 і 2200 м над рівнем моря.

## Загрози й охорона
Основні загрози — перевипас і виготовлення сіна.
A. czelghauricum занесений до Червоної книги турецьких рослин. Крім того, заборонено збирання видів Allium у дикій природі на національному рівні.